# Барбекю
Барбекю (англ. barbecue, фр. barbecue, скор. англ. BBQ):

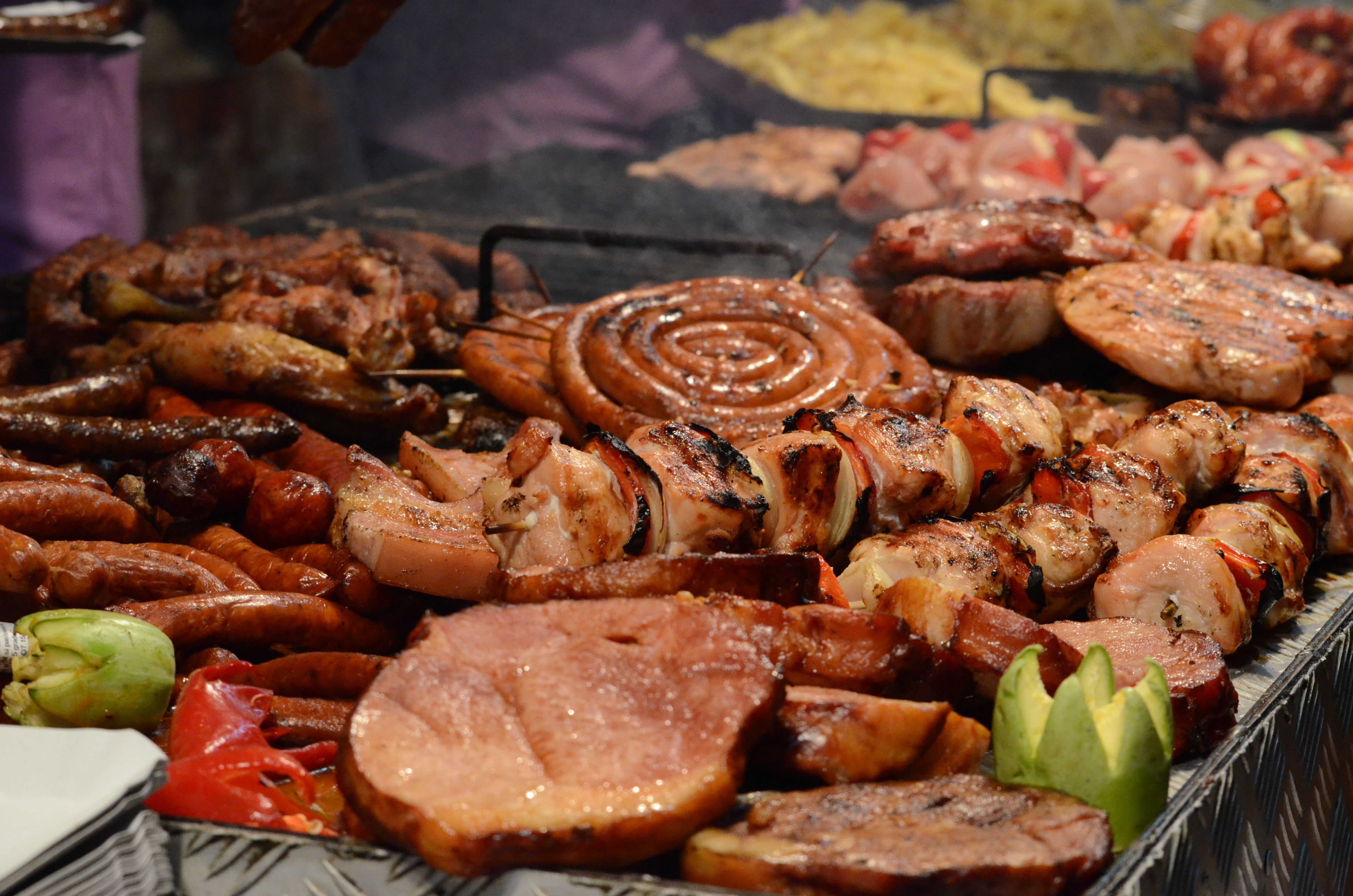
Їжа-барбекю в Румунії

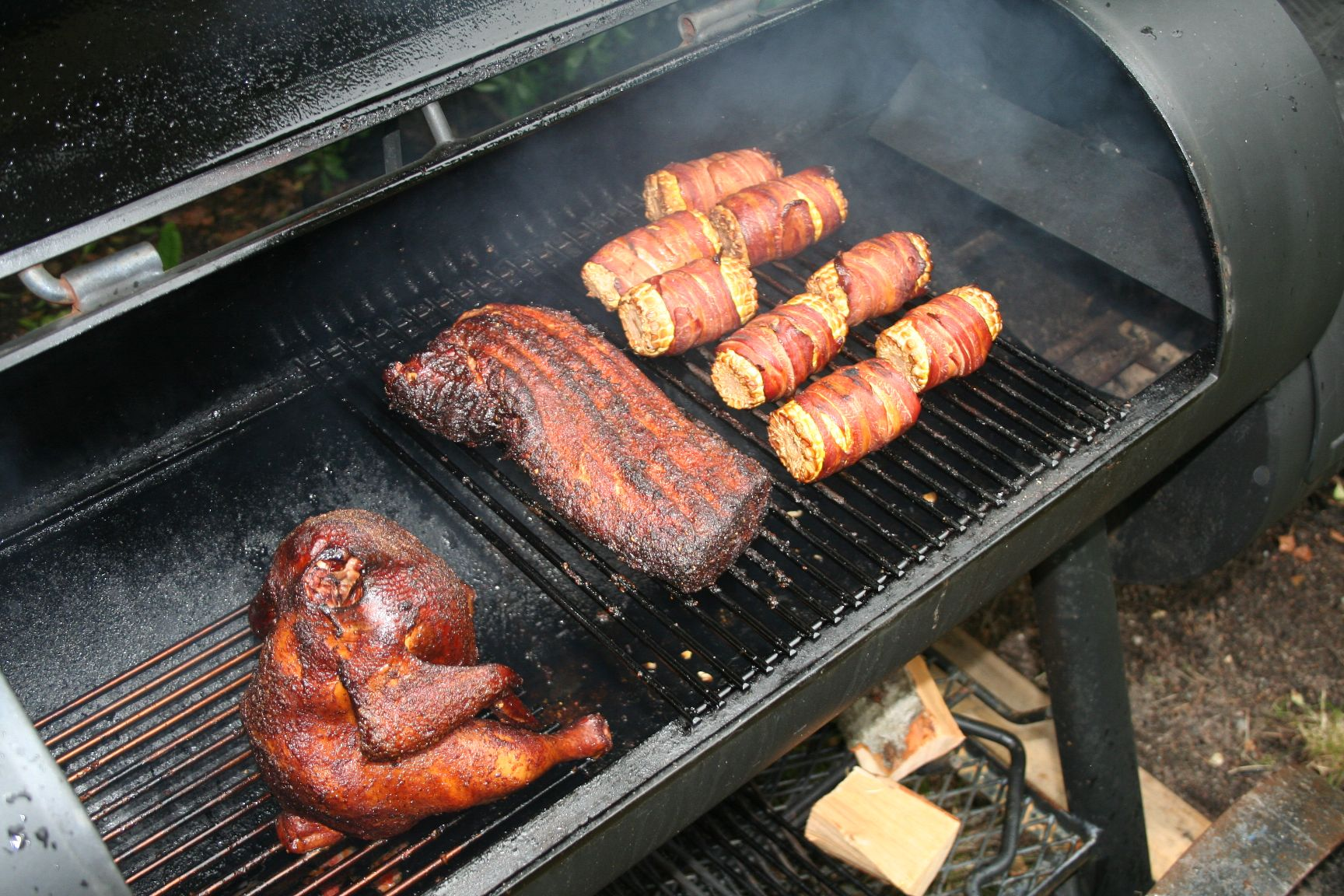

1. Назва способу приготування харчових продуктів (найчастіше м'яса, сосисок) завдяки тліючому вугіллю (спочатку), палаючому газу або електронагрівачу;
2. Назва самої страви;
3. Назва устаткування, яке використовують для приготування барбекю;
4. Назва заходу на дозвіллі з приготуванням харчових продуктів таким шляхом;
5. Назва виду соусу.

Барбекю грилі використовують енергію згоряння палива (дрова, деревне вугілля, скраплений газ) або електроенергію для приготування продуктів. Відомі грилі для використання як зовні, так і в приміщенні.